# TEE Faidherbe
Le TEE Faidherbe était un train rapide qui reliait Paris à Lille, de 1978 à 1991. Exploité par la SNCF, le TEE Faidherbe était un Trans-Europ-Express (donc uniquement en première classe) jusqu'à la fin du service d'hiver le 31 mai 1991 puisqu'il cessait définitivement de circuler.
Le nom de ce TEE fait référence au Général Faidherbe, administrateur colonial français du XIXe siècle, né à Lille (1818-1889).

## Parcours et arrêts
- 1er octobre 1978 Paris-Nord, Douai, Lille, Roubaix, Tourcoing, et en sens pair arrêt supplémentaire à Arras (271 km). Ne circule pas les samedis, dimanches et fêtes, ainsi qu'en haute saison d'été[1].
- 30 septembre 1984 Arrêt supplémentaire à Croix-Wasquehal[1].
- 28 septembre 1990 Dernier jour de circulation du TEE 35[1].
- 31 mai 1991 Dernier jour de circulation du TEE 34[1].

## Numérotation
- 1er octobre 1978 TEE 35-34[1].

## Matériel et compositions
- 1er octobre 1978 Voitures SNCF, 1 rame provisoire comprenant : 7 A9tj, 1 A5rtj, 1 WR (rouge), et voitures TEE SNCF, 1 rame comprenant : 1 A4Dtu, 4 A8u, 1 A3rtu, 1 Vru, Pour chacune des rames, roulements combinés sur TEE 35-36-39 et TEE 34-37-38, avec permutation des rames chaque jour[1].
- 27 mai 1979 Voitures TEE type Mistral 69 de la SNCF, 2 rames comprenant : 1 A4Dtu, 5 A 8u, 3 A8tu, 1 A5rtu, 1 Vru. Roulements sur 2 jours combinés avec les TEE 35-36-39-34-37-38[1].

Restauration assurée par la CIWLT.